# 21 TCN
Năm 21 TCN là một năm trong lịch Julius. 